# Fühlungsvorteil
Fühlungsvorteil ist ein Begriff aus der Wirtschaftsgeographie und der Regionalökonomie, mit dem ein sogenannter „weicher“ Standortfaktor beschrieben wird. In diesem Zusammenhang werden auch Begriffe wie „innovatives Milieu“ verwendet.
Fühlungsvorteil beschreibt den Vorteil eines engen räumlichen Kontaktes (Fühlung) der Beteiligten. Dies ermöglicht spontanen Wissensaustausch, beispielsweise über persönliche Begegnung.
Institutionen siedeln sich gerne in Gebieten an, in denen bereits eine bestimmte Struktur vorhanden ist. So siedeln Forschungsunternehmen gerne in der Nähe von Universitäten. Fühlungsvorteile führen zu schnellen Kontakten zu Behörden, Beratern, Universitäten und Betrieben in der gleichen Branche.
So können zum Beispiel Vorteile aus der Nähe von Zulieferern und Verarbeitungsunternehmen entstehen oder aus dem gemeinsamen Ausbau von Lager und Logistikinfrastruktur sowie der Kooperation beim Absatz.